# 9309 Platanus
A 9309 Platanus (ideiglenes jelöléssel 1987 SS9) a Naprendszer kisbolygóövében található aszteroida. Eric Walter Elst fedezte fel 1987. szeptember 20-án.